# Lauterschwan
Lauterschwan ist ein Ortsteil der im rheinland-pfälzischen Landkreis Südwestpfalz gelegenen Gemeinde Erlenbach bei Dahn.

## Lage
Der Ort selbst befindet sich etwa drei Kilometer östlich der Kerngemeinde im östlichen Wasgau, wie der Südteil des Pfälzerwaldes genannt wird, in dessen Teilbereich Dahner Felsenland. Unweit des westlichen Siedlungsrandes verläuft in Nord-Süd-Richtung der Portzbach, der nördlich des Siedlungsgebiets von links den Hirschbach aufnimmt. Südwestlich von Lauterschwan erstreckt sich der Kuhnenkopf. Einen Kilometer südöstlich – größtenteils bereits auf Gemarkung von Birkenhördt – befindet sich der Hohe Kopf mit 430,8 Metern Höhe.

## Geschichte
Erstmals urkundlich erwähnt wurde der Ort im Jahr 1313 als „Swandin“. 1348 ist in einer Urkunde von „Luderswanden“ die Rede. 1576 hieß der Ort „Luterschwan“, woraus sich der heutige Ortsname entwickelte. Bereits um 1800 bildete Lauterschwan mit dem benachbarten Erlenbach eine Gemeinde. 1928 hatte der Ort 68 Einwohner, die in 17 Wohngebäuden lebten.

## Religion
Vor Ort befindet sich die simultan genutzte St. Michaelkapelle, die 1966 fertig gestellt wurde. Zuvor hatte sich in Lauterschwan die 1753 erbaute Kapelle St. Maria befunden, die 1944 mitten im Zweiten Weltkrieg zerstört worden war. Die Katholiken gehörten anfangs zur Pfarrei Niederschlettenbach und später zur Pfarrei Birkenhördt. Bedingt durch eine Verwaltungsreform des Bistums Speyer gehört letztere seit 2016 zur Pfarrei von Bad Bergzabern. Die Protestanten sind Bestandteil der Kirchengemeinde Vorderweidenthal.

## Kultur
Einziges Kulturdenkmal vor Ort ist ein Kreuz aus dem Jahr 1589, das sich in der katholischen Kapelle befindet. Der im Einzugsgebiet des Ortes befindliche Lauterschwaner Rappenfels ist Bestandteil des Klettergebiets Pfälzer Wald.

## Wirtschaft und Infrastruktur

### Verkehr
Mitten durch Lauterschwan führt außerdem die Bundesstraße 427. An Samstagen, Sonn- und Feiertagen wird der Nahverkehr aufgrund der geringen Nachfrage mit Ruftaxis durchgeführt. Über Lauterschwan verlaufen der  mit einem gelben Balken gekennzeichnete Fernwanderweg Pirmasens–Belfort sowie ein Wanderweg, der mit einem roten Punkt markiert ist. Der Ort ist über die Buslinie 545, die ihn mit Bad Bergzabern, Birkenhördt, Erlenbach bei Dahn, Busenberg, Schindhard und Dahn verbindet, an das Nahverkehrsnetz angebunden. Nächstgelegene regelmäßig bediente Bahnhalte sind Wissembourg und Bad Bergzabern.

### Bildung
Bis 1935 befand sich im Ort eine eigene Schule, danach wurde diejenige im nahen Erlenbacher Kernort besucht.